# Malcolm Bilson
Pour les articles homonymes, voir Bilson.
Malcolm Bilson (Los Angeles, 24 octobre 1935) est un pianiste et musicologue américain spécialisé dans la musique des XVIIIe et XIXe siècles. Longtemps professeur à l'Université de Cornell, à Ithaca, Bilson est l'un des plus grands instrumentistes et professeur de forte-piano, l'ancêtre du piano moderne et l'instrument utilisé à l'époque de Haydn, Mozart et Beethoven.

## Biographie

### Formation
Bilson est né à Los Angeles, en Californie. Sa famille travaille avec succès dans le monde du spectacle : son père, George Bilson, d'origine anglaise était producteur, scénariste et réalisateur ; son frère aîné, Bruce Bilson, avait une longue et productive carrière en tant que réalisateur de films et directeur de la télévision ; d'autres relations (les descendants de Bruce) sont Danny Bilson et Rachel Bilson.
Malcolm Bilson est diplômé de Bard College, en 1957. Il a poursuivi ses études avec Grete Hinterhofer à l'Akademie für Musik und Darstellende Kunst de Berlin, puis, plus tard, avec Reine Gianoli à l'École normale de Paris. Il étudie suite pour obtenir son doctorat à l'Université de l'Illinois avec Stanley Fletcher et Webster Aitken, qu'il obtient en 1968. À l'époque, il est nommé professeur assistant à l'université de Cornell.

### Rencontre avec le pianoforte

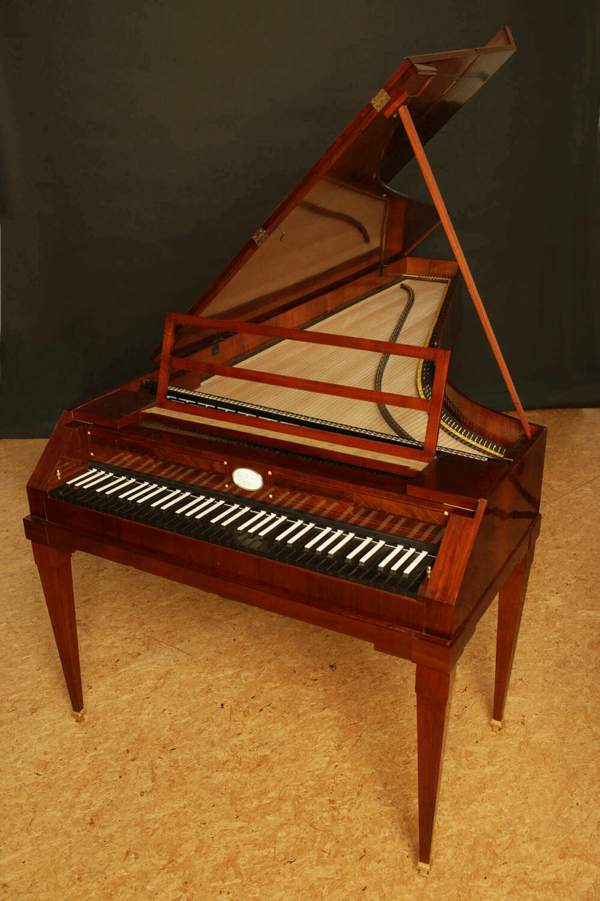
Un piano-forte moderne, construit par Paul McNulty, dans l'imitation d'un instrument historique d'Anton Walter. On peut voir la taille plus petite, le nombre plus réduit d'octave du clavier et la construction plus légère du piano-forte, par rapport aux grands instruments modernes.

L'événement clé de la carrière de Bilson est sa première rencontre avec le pianoforte en 1969, qu'il a raconté au pianiste Andrew Willis dans une interview en 2006. Intéressé par les pianos historiques, il avait acheté un instrument du XIXe siècle, décrit comme un « piano de Mozart » et soumis à un expert des premiers pianos, Philip Belt, pour envisager sa restauration :

« J'ai écrit à Belt et envoyé quelques photos, et Belt a répondu que oui, il pouvait le faire, mais [mon piano] n'était pas du tout un piano de l'époque de Mozart. Et comme de juste, il venait de construire un tel piano, d'après Louis Dulcken, c. 1785, qu'il voulait montrer dans les lycées et les écoles de musique. Alors, j'ai dit bien, apportez-le et je vais jouer un concert avec. Il l'a apporté et laissé pendant une semaine et j'ai joué un concert Mozart... avec la K. 330, l'Adagio en si mineur, la petite gigue, [ainsi que] le quatuor pour piano et cordes en sol mineur avec des instrumentistes à cordes modernes, à 440,. 
En préparant ce concert, Bilson est surpris par les défis – et les opportunités – que le jeu d'un pianoforte pose à un pianiste de formation traditionnel : les fortepianos ont un toucher beaucoup plus délicat, l'enfoncement des touches est peu profond, plus léger, la sonorité est plus légère et le prolongement du son moins long que sur les grands pianos modernes.
Je dois admettre maintenant que je ne pouvais vraiment pas gérer la chose. Je dois être la personne la moins douée pour le poste ; mes mains sont trop grosses et je n'ai pas la technique nécessaire à un tel instrument. En essayant de faire fonctionner ce mécanisme précis et clair, je me sentais vraiment comme un éléphant dans un cabinet de porcelaines chinoises. Mais j'ai continué et pratiqué dur toute la semaine. Après plusieurs jours j'ai commencé à remarquer que j'étais en train de jouer ce qui était sur la page. Ce que je faisais avant était tout simplement jouer legato et pédaler à travers. J'ai vu les liaisons, bien sûr, mais je ne voulais pas créer de hoquet, ce qui peut arriver si facilement sur le piano moderne. Soudain, j'ai constaté que je n'avais vraiment pas besoin de beaucoup de pédale et que les pauses de l'articulation rend vraiment la musique plus expressive.
Lors du concert à la fin de cette première semaine, qui était absolument rempli à craquer, il y avait beaucoup d'enthousiasme. Personne n'avait jamais vu une telle chose. Je me suis dit que c'était une occasion de faire quelque chose d'utile avec mes talents. C'était en 1969. J'ai décidé d'acheter un de ces pianos et de poursuivre sérieusement à en jouer. Pendant plusieurs années, j'ai joué l'instrument [fabriqué par Belt] dans les collèges et de petites salles. C'était, bien entendu, vu comme une curiosité à l'époque et certaines personnes pensaient que j'étais un peu fou. Je savais que je faisais quelque chose à la frange, mais j'ai aussi pensé qu'il était important et que cela méritait d'être fait, car il y avait des aspects de cette musique que personne ne pouvait plus entendre. »

### Carrière du pianofortiste
Le changement de carrière s'est finalement révélée être une réussite ; Bilson développe une réputation comme un interprète du piano-forte, donne beaucoup de concerts et grave des disques. En 1974, il a cofondé le Trio Amadé avec la violoniste Sonya Monosoff et le violoncelliste John Hsu ; trio interprétant les œuvres sur des instruments historiques.
Bilson est promu professeur en 1976 et nommé à la chaire de Frederick J. Whiton en 1990.
Bilson à la retraite en tant que professeur depuis 2006, poursuit son travail d'enseignant et d'interprète.
En 2011, Bilson fonde le premier concours de piano-forte pour les États-Unis. Coordonné par le Westfield Center, avec une subvention de la Fondation Mellon, le concours et l'académie ont lieu à l'Université de Cornell ; 31 jeunes musiciens provenant du monde entier étaient en lice pour le prix en argent, totalisant 13 500 dollars.

## Enregistrements, pédagogie et bourses
Bilson est connu pour sa série d'enregistrements (pour le label Archiv) des concertos pour piano de Mozart, en collaboration avec John Eliot Gardiner et The English Baroque Soloists (1986). Il a également enregistré l'intégrale des sonates pour piano de Mozart et de Schubert pour Hungaroton. En collaboration avec six de ses anciens élèves, Bilson a produit un enregistrement intégrale des sonates pour piano de Beethoven, pour Claves Records. Ces enregistrements d'utilisent un ensemble de pianos, de répliques neuves ou d'instruments restaurés, d'un type contemporain avec la sonate être jouée. 
Il a aussi conçu un DVD, « Connaitre la partition », où sont abordées le questionnement de nombre de concepts de base de l'interprétation musicale enseignée dans les conservatoires et écoles de musique à travers le monde. Plus précisément, le manque de respect des articulations et des suppositions notées sur la longueur des valeurs rythmiques. Ce DVD a été suivit de deux autres : « Interpréter la partition » avec la violoniste Elizabeth Field et « Connaître la partition, vol. 2 ».
Bilson a publié plusieurs articles sur le sujet de l'interprétation de la fin du XVIIIe et début du XIXe siècle, sur des compositions de Schubert, Mozart et Beethoven dans Early Music et Studia Musicologica Academiae Scientiarum Hungaricae.

## Évaluation
Le facteur de pianoforte, Carey Beebe, évalue l'influence de Bilson comme suit :

« Malcolm Bilson, qui a commencé après « le père du pianoforte », Phil[ip] Belt, a chuté de près d'un de ses premiers reproduction des instruments d'essayer, encore offre une grande impulsion à la facture moderne. Ses écoles d'été du piano-forte, dans les années 1980, ont été une source d'inspiration et de nombreux musiciens qui ont participé à ces écoles, ainsi que ses titulaires d'un doctorat, qui ont passé le mot à travers le monde. Les enregistrements de l'intégrale des concertos de Mozart de Bilson pour DG Archiv, ont été une étape importante. »

## Bilson instruments
- (acquis en 1969) pianoforte de Philip Belt, d'après un instrument original Louis Dulcken, des collections de la Smithsonian Institution
- (acquis en 1977) copie par Philip Belt d'un instrument de concert de Mozart. L'original a été construit par Anton Walter c. 1782, aujourd'hui conservé au Mozarteum de Salzbourg.
- 1825 pianoforte par Alois Graf[2].

## Honneurs
L'astéroïde 7387 Malbil, découvert en 1982, est nommé en son honneur.
En 1994, Bilson a été élu membre de l'Académie américaine des arts et des sciences.
En 2015, il a reçu la Croix d'Or du Mérite hongrois pour sa contribution à la de la vie intellectuelle et culturelle en Hongrie.

## Écrits
- Musique pour piano de Schubert et les pianos de son temps, Studia Musicologica Academiae Scientiarum Hungaricae 22 (1980), 263-271.
- Le pianoforte viennois de la fin du XVIIIe siècle le Early Music (avril 1980), 158-162. (résumé)
- Interpréter Mozart Early Music (novembre 1984), 519-522.
- Exécution et 'Expression dans la sonate en mi bémol, K.282 Early Music (mai 1992), 237-243.
- L'Avenir de l'interprétation de Schubert : qu'est-ce qui est vraiment nécessaire ?  Early Music 25 (1997), 715-722

## Des enregistrements faits avec des instruments d'époque
- Malcolm Bilson, Tom Beghin, David Breitman, Ursula Dütschler, Zvi Meniker, Bart van Oort, Andrew Willis. Ludwig van Beethoven. The complete PiaPlayed on original fortepianos: Salvatore Lagrassa 1815, Gottlieb Hafner 1835, Johann Fritz 1825, Walter (Paul McNulty), Walter (Chris Maene), Johann Schantz (Thomas et Barbara Wolf), Walter et Conrad Graf 1825 (Rodney Regier), Claves.
- Malcolm Bilson, John Eliot Gardiner, The English Baroque Soloists. Wolfgang Amadeus Mozart, Piano Concertos Nos. 20&21/ Concertos Pour Piano K. 466 & K.467. Walter (Philip Belt). Archiv Production
- Malcolm Bilson. Franz Josef Haydn. Keyboard Sonatas. Walter (Philip Belt), Titanic Records
- Malcolm Bilson. Franz Schubert — Complete Piano Sonatas Pianoforte Conrad Graf de1835, Hungaraton Classics
- Malcolm Bilson, Anner Bylsma. Ludwig van Beethoven. Fortepiano and Cello Sonatas. Pianoforte Alois Graff de 1825, Elektra Nonesuch